# 권성현
권성현(1980년 10월 27일 ~ )은 대한민국의 배우이다.

## 학력
- 서경대학교 영어학과
- 서울호서전문학교 조리학 학사
- 세종대학교 대학원 조리외식경영학과

## 연기 활동

### 드라마
- 1998년 KBS 2TV 주말연속극 《종이학》 ... 상희 역
- 2003년 KBS 2TV 일일시트콤 《달려라 울엄마》
- 2004년 SBS 특별기획 《마지막 춤은 나와 함께》 ... 스튜어디스 역
- 2005년 MBC 월화미니시리즈 《원더풀 라이프》 ... 유치원 선생님 역
- 2005년 MBC 주말연속극 《떨리는 가슴》 ... 소개팅녀 역
- 2005년 KBS 2TV 단막극 《HDTV 문학관 - 메밀꽃 필 무렵》 ... 금녀 역
- 2006년 MBC 일일시트콤 《거침없이 하이킥!》 ... 팽보영 역
- 2006년 PBC 평화방송 3부작 드라마 《성 김대건》 ... 가을이 역
- 2007년 KBS 1TV 일일연속극 《하늘만큼 땅만큼》 ... 다영 역
- 2007년 MBC 월화미니시리즈 《히트》 ... 여경 역
- 2007년 MBC 월화미니시리즈 《커피프린스 1호점》 ... 면접 보는 여자 역
- 2007년 MBC 드라마넷 추리사극드라마 《조선 과학수사대 별순검》 ... 이경숙 역
- 2007년 MBC 수목미니시리즈 《뉴하트》 ... 스튜어디스 역
- 2008년 KBS 2TV 대하드라마 《대왕 세종》 ... 이경숙 역
- 2008년 MBC 아침드라마 《흔들리지마》 ... 우미순 역
- 2008년 MBC 아침드라마 《하얀 거짓말》
- 2008년~2009년 SBS 특별기획 《가문의 영광》 ... 며느리 역
- 2010년 KBS 1TV 6.25전쟁 60주년 특별기획드라마 《전우》 ... 순애 역
- 2010년 KBS 1TV 일일연속극 《웃어라 동해야》 ... 권 비서 역
- 2010년 SBS 드라마스페셜 《대물》 ... 앵커 역
- 2011년 KBS 2TV 월화드라마 《강력반》 ... 심은아 역
- 2011년~2012년 MBC 특별기획 주말드라마 《애정만만세》 ... 의류매장 직원 역
- 2011년 KBS 2TV 단막극 《KBS 드라마 스페셜 - 헤어쇼》 ... 메이크업 원장 역
- 2012년 MBC 특별기획 주말드라마 《신들의 만찬》 ... 해밀을 알아본 여자 역
- 2012년 채널A 단막극 《해피앤드 101가지 부부이야기 - 사생결단 시집살이》 ... 윤정 역
- 2012년 MBC 아침드라마 《천사의 선택》 ... 명진 역
- 2012년 SBS 드라마스페셜 《유령》 ... 앵커 역
- 2012년 KBS 2TV 주말연속극 《넝쿨째 굴러온 당신》 ... 고옥의 어머니 젊은시절 역
- 2013년 KBS 2TV 주말연속극 《최고다 이순신》 ... 기자 역
- 2014년 MBC 수목미니시리즈 《앙큼한 돌싱녀》 ... 안지현 역
- 2014년 KBS 2TV 월화드라마 《빅맨》 ... 앵커 역
- 2017년 KBS 2TV 금토드라마 《최고의 한방》 ... 여의사 역
- 2017년 KBS 2TV 일일드라마 《이름 없는 여자》

### 영화
- 2006년 《흡혈형사 나도열》 단역 - 연희 친구 1 역
- 2010년 《부당거래》 단역 - 장석구 아내 역
- 2023년 《그대 어이가리》단역 - 성현/라디오 아나운서 역

## 광고
- 엔프라니 식물나라 - 화장품
- 한국P&G - 팬틴 Pro-V 샴푸
- 아남컬러TV - 띠뮤
- 017 SANYO 휴대폰
- 아시아나 항공 - 고객 편
- 필립스 커피메이커
- 현대아파트
- 아이세이브존 - 세이브의 이야기
- 한국능률협회컨설팅
- 삼성카드